# Amaurobius ausobskyi
Amaurobius ausobskyi là một loài nhện trong họ Amaurobiidae.
Loài này thuộc chi Amaurobius. Amaurobius ausobskyi được miêu tả năm 1998 bởi Konrad Thaler & Knoflach.